# 蓋內區

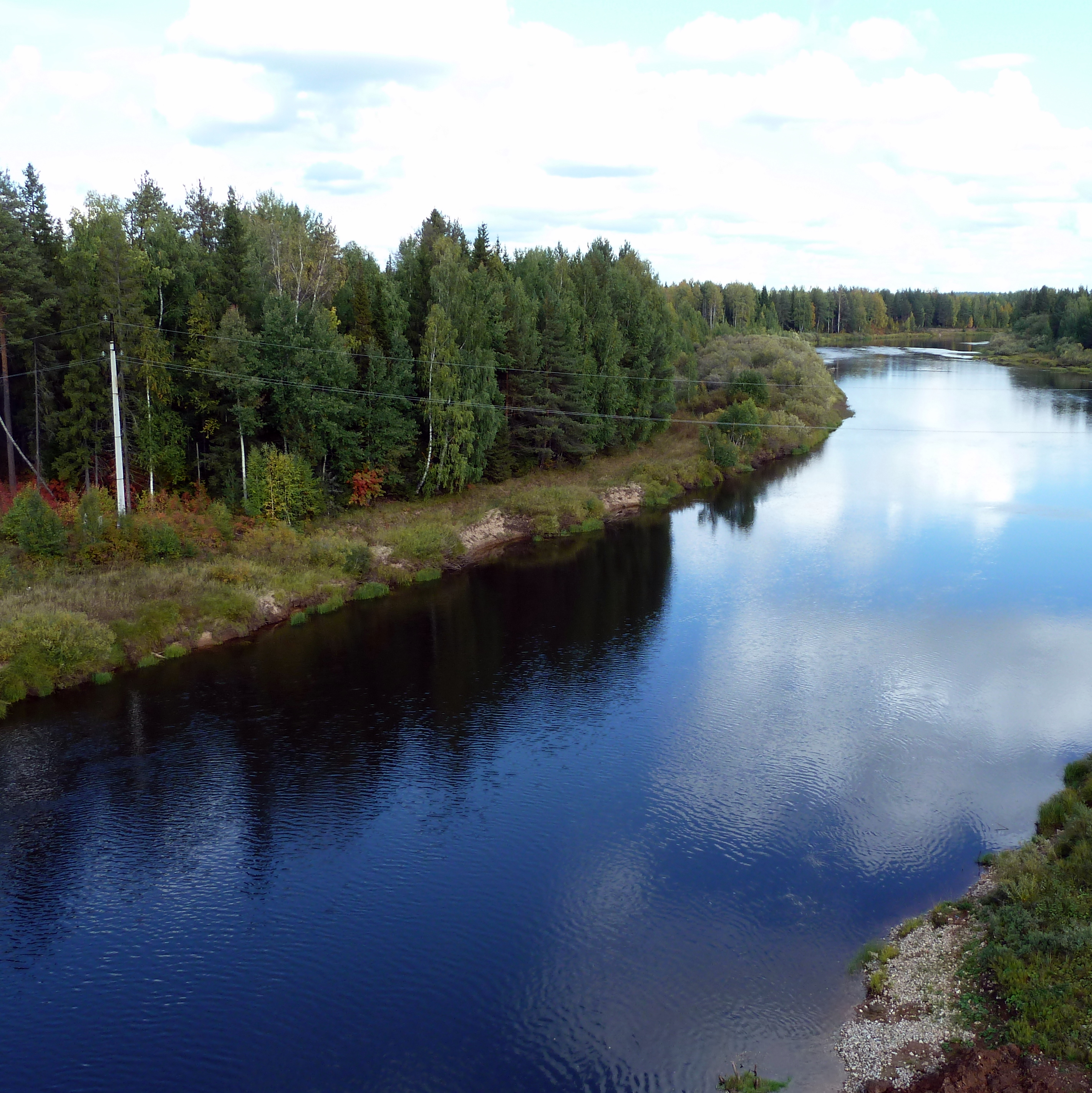

蓋內區（俄语：Гайнский район），是俄羅斯的一個區，位於該國中西部，由彼爾姆邊疆區負責管轄，始建於1926年9月15日，面積14,928平方公里，2010年人口13,802，人口密度每平方公里0.92人。